# Margherita Piazzola Beloch
Pour les articles homonymes, voir Piazzolla (homonymie) et Beloch.
Margherita Piazzolla Beloch, née le 12 juillet 1879 à Frascati  et morte le 28 septembre 1976 à Rome, est une mathématicienne italienne qui a travaillé sur la géométrie algébrique, la topologie algébrique et la photogrammétrie.

## Biographie
Margherita Piazzola Beloch était la fille de l'historien allemand Karl Julius Beloch, qui a enseigné l'histoire ancienne durant 50 ans à l'Université Sapienza de Rome, et a L'Université américaine Bella Bailey. 
Beloch a étudié les mathématiques à l' Université Sapienza de Rome et a rédigé sa thèse de premier cycle sous la direction de Guido Castelnuovo. Elle a obtenu son diplôme en 1908 et sa thèse Sulle trasformazioni birazionali nello spazio (Sur les transformations birationales dans l'espace) a été publiée dans la revue Annali di Matematica Pura ed Applicata. 
Guido Castelnuovo a été très impressionné par son talent et lui a proposé un poste d'assistante que Margherita accepta et occupa jusqu'en 1919, lorsqu'elle déménagea à Pavie puis l'année suivante à Palerme pour travailler avec Michele De Franchis, une figure importante de l'école italienne d'algébrique géométrie de l'époque. 
En 1924, Beloch a terminé sa « libera docenza » (un diplôme qu'il fallait alors obtenir avant de pouvoir devenir professeur) et trois ans plus tard, elle est devenue professeur honoraire à l' Université de Ferrare où elle a enseigné jusqu'à sa retraite (1955). 

## Travail scientifique
Ses principaux intérêts scientifiques ont porté sur la géométrie algébrique, la topologie algébrique et la photogrammétrie .
Après sa thèse, elle a travaillé sur la classification des surfaces algébriques en étudiant les configurations de droites qui peuvent être incluses sur les surfaces. L'étape suivante consistait à étudier les courbes rationnelles sur des surfaces et dans ce cadre, Beloch a obtenu le résultat important suivant : « Les surfaces hyperelliptiques de rang 2 possèdent 16 courbes rationnelles ».
Beloch a également apporté plusieurs contributions à la théorie des courbes algébriques asymétriques Elle a continué à travailler sur les propriétés topologiques des courbes algébriques planes ou portées par des surfaces réglées ou cubiques pendant la majeure partie de sa vie, écrivant une douzaine d'articles sur ces sujets.
Vers 1940, Beloch s'intéresse de plus en plus à la photogrammétrie et à l'application des mathématiques, et en particulier de la géométrie algébrique, à celle-ci. Elle est également connue pour sa contribution aux mathématiques de l'origami. Elle semble notamment avoir été la première à formaliser un mouvement d'origami qui permet, lorsque cela est possible, de construire par pliage les tangentes communes à deux paraboles. En conséquence, elle a montré comment extraire des racines cubiques par pliage de papier ce qui est impossible à faire à la règle et au compas. Ce procédé est maintenant connu sous le nom de pli Beloch.